# Gamasomorpha arabica
Gamasomorpha arabica är en spindelart som beskrevs av Simon 1893. Gamasomorpha arabica ingår i släktet Gamasomorpha och familjen dansspindlar. Inga underarter finns listade i Catalogue of Life.